# Micromia keucocarpa
Micromia keucocarpa är en fjärilsart som beskrevs av Louis Beethoven Prout 1940. Micromia keucocarpa ingår i släktet Micromia och familjen mätare. Inga underarter finns listade i Catalogue of Life.